# Carl Henze

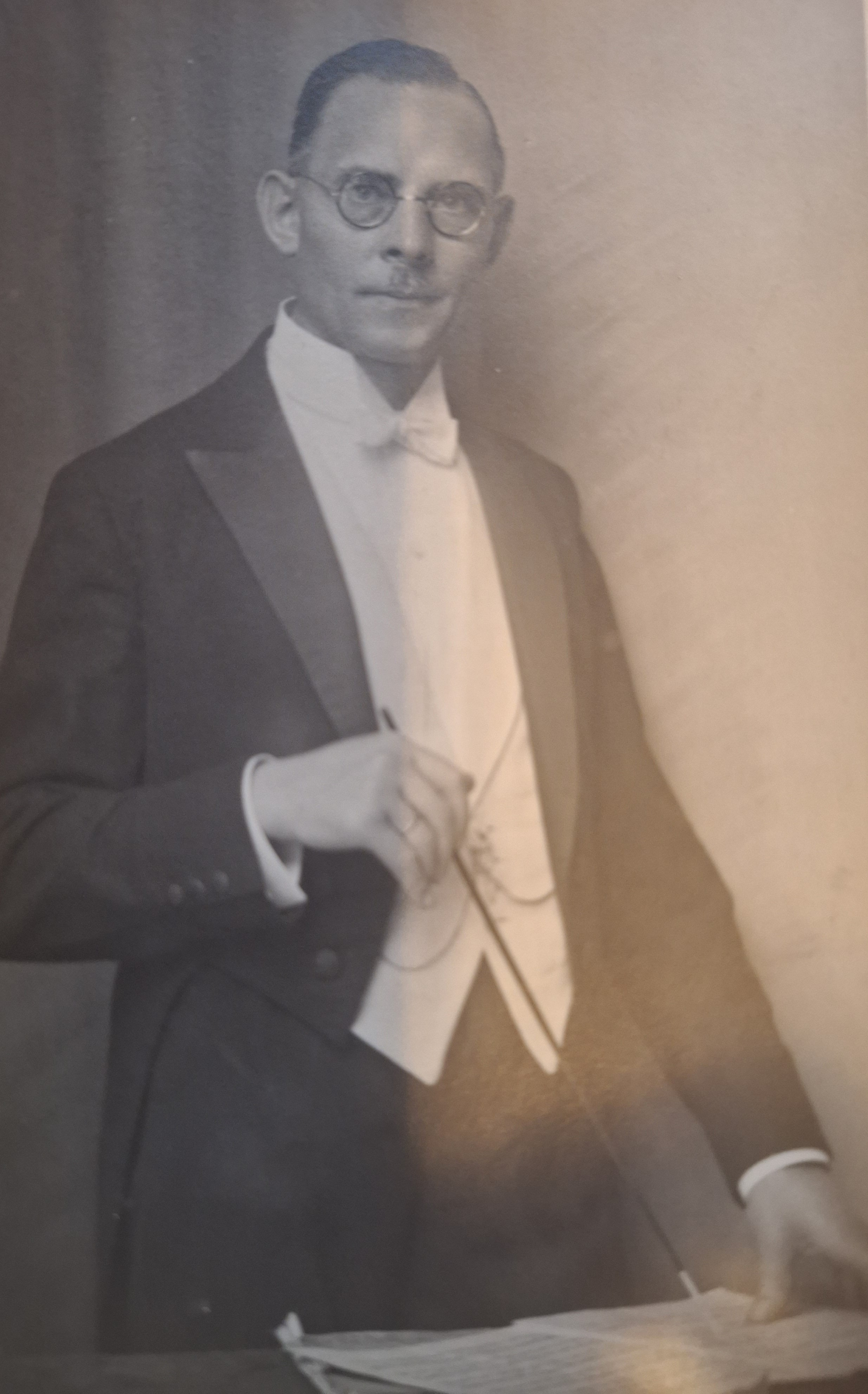
Carl Henze (um 1926)

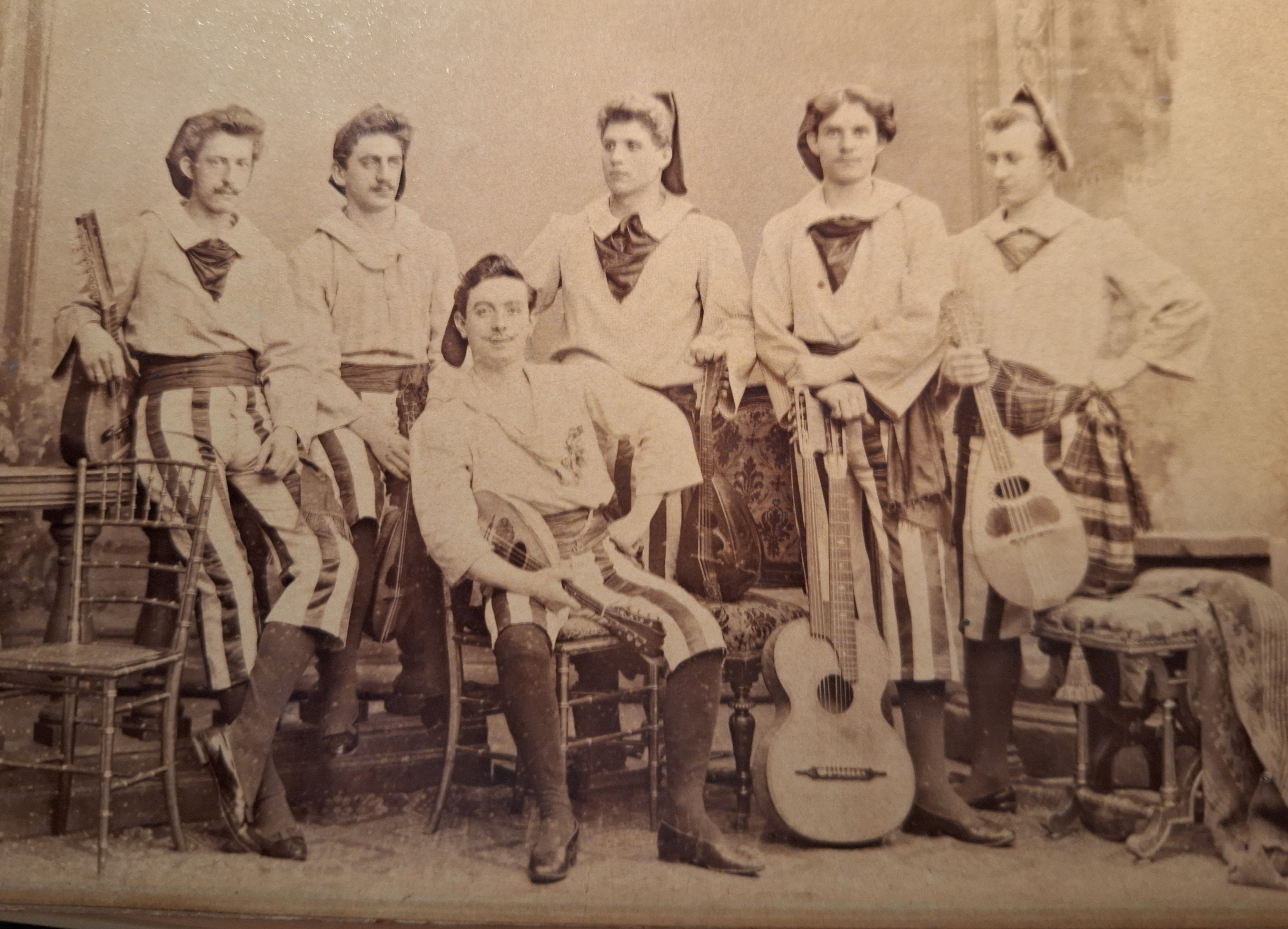
Mandolinensextett von Michele Fasano (sitzend) mit Carl Henze (2. von rechts) (Foto um 1892)

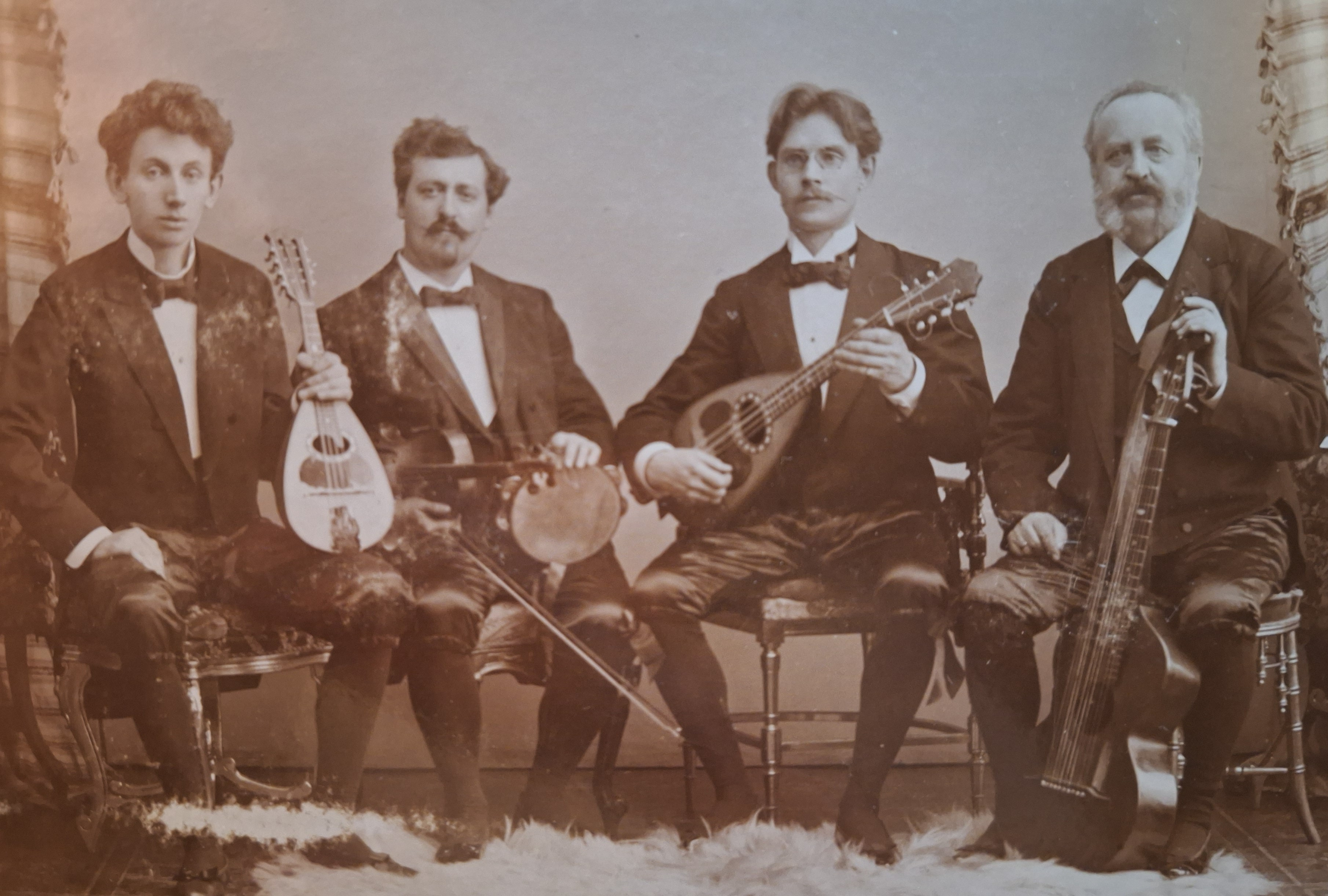
1. Berliner Mandolinenquartett mit (von links nach rechts) Annutsch, Siefert, Carl Henze und Wilhelm Conrad (Foto um 1897)

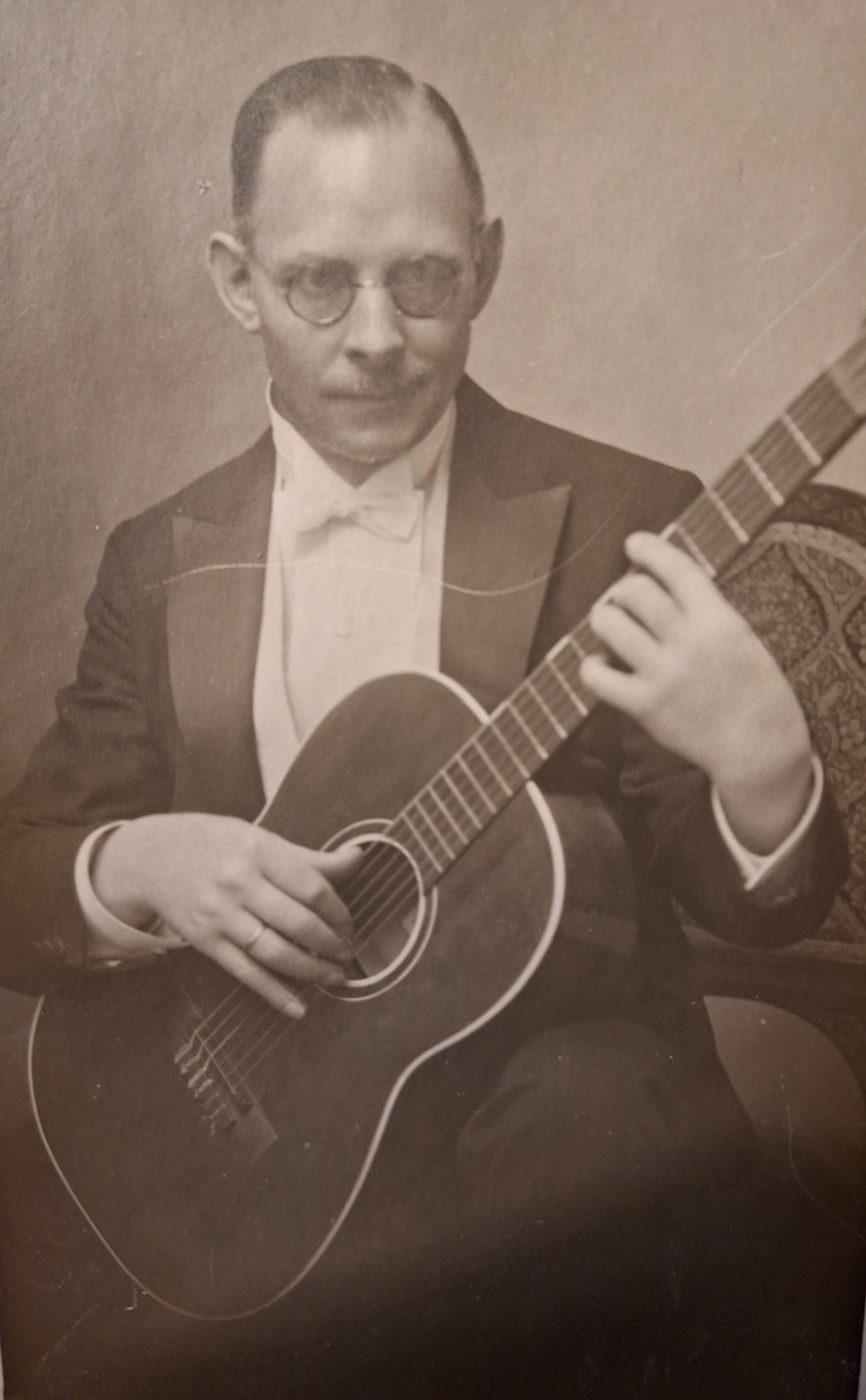
Carl Henze mit Gitarre

Carl Adolf Otto Henze, auch Karl Henze oder Charles Henze (* 8. Februar 1872 in Berlin; † 7. Januar 1946 in Potsdam) war ein deutscher Gitarrist, Mandolinist, Komponist, Dirigent und Musikpädagoge in Berlin.

## Leben
Henze war Sohn eines Malermeisters und sollte ursprünglich Kaufmann werden. Er lernte zunächst Zither bei seinem Onkel; anschließend studierte er 1886 bis 1890 Gitarre und Harmonik bei Wilhelm Conrad (1842–um 1911) in Berlin. 1888 gründete Conrad mit seinen Schülern den ersten Berliner Mandolinenverein Sempre avanti. Dort spielte Henze die Gitarrenstimme. Von 1890 bis 1892 studierte er Mandoline beim neapolitanischen Mandolinenvirtuosen Michele Fasano, der 1890 nach Berlin kam, und weiter während der Tourneen, insbesondere bei längeren Aufenthalten in London. Während der ersten Tournee studierte Carl Henze von 1892 bis 1894 Gitarre bei Auguste Zurfluh (1871–1941) in Paris.
Fasano fand Interesse am Mandolinenverein Sempre avanti, so dass er bei der Gründung seines Sextetts auf die fünf besten Spieler des Clubs zurückgriff – darunter war auch Carl Henze. Etwa fünf Jahre (von 1891 bis 1896) wirkte Carl Henze als Gitarrist im Fasano-Sextett und nahm teil an zwei ausgedehnten Tourneen: 1892–1894 durch Deutschland, Luxemburg, Belgien, Holland, Frankreich, England sowie 1895–1896 durch Deutschland, die Schweiz, Luxemburg, Belgien, Holland, Frankreich, England. Durch den außerordentlichen Erfolg dieser Konzertreisen hatten sie auch ein Angebot, in den USA aufzutreten. Dies konnte aber nicht realisiert werden, da es zu Zwistigkeiten unter den Musikern kam, die letztendlich zur Trennung führten. 1896 ließ sich Henze in seiner Heimatstadt Berlin als Gitarren- und Mandolinenlehrer nieder. Noch im selben Jahr gründete er den Mandolinenklub Con amore, wo seine Dirigententätigkeit begann. 1899 heiratete er Helene Baars (1875–1942), die als Mandolinistin in seinem Orchester wirkte. Das Jahr 1914 bildete einen beruflichen Höhepunkt im Leben von Carl Henze: Durch die Vereinigung der Mandolinenklubs Con amore und Sempre sonoro gelang es ihm, das Berliner Mandolinen- und Lauten-Orchester von 1896 zu bilden. Dieses Orchester (bis zu 150 Spielern) gab regelmäßig Konzerte in den großen Sälen Berlins und nahm etliche Schellackplatten auf. Es erhielt große Anerkennung und wurde Vorbild für viele Mandolinenorchester in ganz Deutschland. Im Jahre 1923 nahm Carl Henze zusätzlich den Mandolinen-Club Sonate 1907 als Dirigent in seine Obhut – Konzertmeister war dort Paul Bozasch (um 1890 – um 1950). 1934/1935 zog Carl Henze nach Potsdam und übernahm darüber hinaus die Leitung des Potsdamer Mandolinen- und Lautenorchesters 1907 und des Potsdamer Mandolinenorchesters „Frohsinn“. Mit allen Orchestern sind Auftritte belegt, die ab 1943 kriegsbedingt spärlicher wurden.
Henze gab 1896 bis 1903 Privatunterricht in seiner Wohnung in der Lindenstraße (heute: Berlin-Kreuzberg), danach in seinem Lehrinstitut für Mandoline und Gitarre (Lützowstraße 30, heute: Berlin-Tiergarten) und ab 1934/1935 in seiner Potsdamer Wohnung (Kurfürstenstraße 17). Von 1912 bis 1915 unterrichtete er auch seinen Sohn Bruno Henze.
Wie Heinrich Scherrer, Heinrich Albert und andere Berufsmusiker wirkte er im 1899 gegründeten Internationalen Gitarristen-Verband, in dem er bereits seit 1900 Mitglied war.
Er gab 1926 die Elementarschule des künstlerischen Gitarrenspiels und der dazu notwendigen Harmonielehre (Harmonielehre stammt von Bruno Henze) im Musikverlag Johann André heraus. Er veröffentlichte laut Werkverzeichnis insgesamt sieben Schulwerke, 81 Originalkompositionen (vor allem für Gitarre solo und für Zupforchester) sowie 144 Bearbeitungen für Gitarre (z. B. den in Russland entstandenen Volkstanz Die Verliebten), Mandoline, Gesang und Gitarre, Zupforchester (31) und Mandolinenquartett (74).

## Ehrungen
- Goldmedaille der L'Estudiantina du Comité des Fêtes de Paris[4]

## Bekannte Schüler
- Marianne Geyer (1874–nach 1942),[13][14][15] Sängerin zur Gitarre (Lautensängerin), Musiklehrerin
- Josef Müsch (1885–nach 1960),[16] Gitarrist, Gitarrenlehrer (1910–1945 in Wuppertal, 1946–1960 in Opladen)
- Peter Sebastian Bach (1896–1940),[17][18][19] Gitarrist, Sänger zur Gitarre (Lautensänger)
- Bruno Henze
- Erich Aust (um 1900 – um 1970),[11] Mandolinist, 1949 bis 1954 Konzertmeister des Berliner Zupforchesters
- Günther Schmidt (1903–1954),[20] Mandolinist, Gitarrist, Gründer des Neuköllner Mandolinen Vereins 1925 und des Teg’ler Zupforchesters im Jahre 1947
- Ursula Gnuschke (um 1903 – ?),[21] Gitarristin, Gitarrenlehrerin
- Charlotte Weber (1904–1969),[22] Mandolinistin, 1925 bis etwa 1968 Konzertmeisterin des Ersten Spandauer Mandolinen- und Lautenorchesters 1907
- Hans-Lutz Niessen
- Arno Thimian (1921–1996),[23] Mandolinist, Mandolinenlehrer, Arrangeur, wirkte 1945 bis 1949 im 1. Bremer Mandolinen-Orchester von 1902

## Werke
- Pocci Catalog (PDF) Katalog
  - Datenbank Suche Composer: Henze Carl
- DISMARC, März 2013&cqlMode%3Dtrue&method=enhancedSearch DNB

## Tonaufnahmen (Auswahl)
- Berliner Mandolinen- und Lauten-Orchester von 1896, Leitung: Carl Henze
 Riccardo Eugenio Drigo (1846–1930): Serenade aus dem Ballett „Les millions d’arlequin“, Carl Henze: Con grazia. Matrix Nr. Be 5746 – Be 5749 / Odeon (USA) / Aufnahme vom 27. April 1926 in Berlin
- Berliner Mandolinen- und Lauten-Orchester von 1896, Leitung: Carl Henze
 Siegfried Translateur: Wiener Praterleben, Karl Komzák junior: Münchner Kindl. Matrix Nr. Be 5747 – Be 5748 / Odeon (blau) O-2150a – O-2150b / Aufnahme vom 26. April 1927
- Berliner Mandolinen- und Lauten-Orchester von 1896, Leitung: Carl Henze
 Max Oscheit (1880–1923): Fest im Sattel, Carl Henze: Con grazia. Matrix Nr. Be 5745 – Be 5749 / Odeon (blau) O-2220a – O-2220b / Aufnahme vom 26. April 1927
- Berliner Mandolinen- und Lauten-Orchester von 1896, Leitung: Carl Henze
 Alfons Czibulka (1842–1894): Liebestraum nach dem Balle (Songe d’amour après le bal), Paul Lincke: Verschmähte Liebe. Matrix Nr. Be 6611 – Be 6612 / Odeon (blau) O-2426a – O–2426b / Aufnahme vom 2. März 1928
- Berliner Mandolinen- und Lauten-Orchester von 1896, Leitung: Carl Henze
 Riccardo Eugenio Drigo (1846–1930): Serenade aus dem Ballett „Les millions d’arlequin“, Joseph Ghys (1801–1848): Gavotte Louis XIII. Matrix Nr. Be 5746-2 – Be 5744-2 / Odeon (blau) O-2383 / Aufnahme vom 23. März 1928
- Berliner Mandolinen- und Lauten-Orchester von 1896, Leitung: Carl Henze
 Richard Eilenberg (1848–1927): Schmeichelkätzchen, Léo Delibes (1836–1891): Pizzicato aus dem Ballett „Sylvia“. / Matrix Nr. Be 6613 – Be 6614 / Odeon (blau) O-2551a – O-2551b / Aufnahme von 1928
- Berliner Mandolinen- und Lauten-Orchester von 1896, Leitung: Carl Henze
 Ludwig van Beethoven: Menuett G-Dur, Edvard Grieg: Norwegischer Tanz. Matrix Nr. B 50345 – B 50346 / Deutsche Grammophon 21622 / Aufnahme von 1928
- Berliner Mandolinen- und Lauten-Orchester von 1896, Leitung: Carl Henze
 Johann Strauss (Sohn): An der schönen blauen Donau [op. 314 (1866/67)], Albert Corbin (? –1893): Santiago (Walzer). Deutsche Grammophon 21623 / Aufnahme von 1928
- Berliner Mandolinen- und Lauten-Orchester von 1896, Leitung: Carl Henze
 Wolfgang Amadeus Mozart: Türkischer Marsch (Alla Turca), Ernst Urbach (1872–1927): Per aspera ad astra (Marsch). Deutsche Grammophon 21624 / Aufnahme von 1928
- Mandolinen-Club „Sonate 1907“, Leitung: Carl Henze
 Johann Strauß (Sohn): Pizzicato-Polka [WoO, zusammen mit Josef Strauß (1869)], Johann Strauß (Sohn): Tritsch-Tratsch-Polka [op. 214 (1858)]. Matrix Nr. C 9333 / Kristall (LC 0032) 5156 / Aufnahme um 1936[24]
- Mandolinen-Quartett
 Carl Heins: Liebesgeflüster, Carl Henze: Ein Traum, Walzer [Konzertwalzer, op. 8]. Matrix Nr. Be 3451 – Be 3449 / Odeon O-1404 (LC 0015) A 312398 – A 312419[25][26]